# Christian Ramus (numismatiker)
Christian Ramus, född den 3 januari 1765, död den 11 juli 1832, var en dansk numismatiker, farbror till matematikern Christian Ramus.
Ramus, som blev teologie kandidat 1786 och filosofie doktor 1793, utnämndes 1799 till inspektör och 1821 till direktör vid kungliga myntsamlingen. År 1802 hade han erhållit professors titel och 1816 blivit medlem av Videnskabernes Selskab. Han upprättade en utförlig latinsk förteckning över samlingens grekiska och romerska mynt (2 band, 1816).